# Municipio de Coyotepec (Estado de México)
El municipio de Coyotepec es uno de los 125 municipios del Estado de México, limita al norte con el municipio de Huehuetoca, al oeste con Tepotzotlán, al sur con Teoloyucan y al este con Teoloyucan y Zumpango. Su gentilicio es Coyotepense. El municipio cuenta con una población de 40 885 habitantes, según censo de población del año 2020.Su cabecera es la localidad homonima

## Toponimia
Coyotepec es un nombre proveniente del náhuatl y compuesto por las palabras Coyotl que significa Coyote y Tepetl que significa montaña, la c al final es una abreviación del locativo "Co", con esto Coyotepec significa "En la montaña del Coyote".Coyotepec, de acuerdo a los antiguos habitantes Coyotepec es el "Ombligo del universo" Este es el lugar en donde se configuró y se gestó el cosmos.

## Historia
La referencia escrita más antigua sobre Coyotepec data del año 1803 d. C. Los restos arqueológicos no han mostrado la existencia de un grupo dominante en la zona, pues se han encontrado restos de otomíes, teotihuacanos, chichimecas, toltecas y mexicas, esto indica que en la zona existieron varias cultura dominante.
Tras la conquista del Imperio azteca Hernán Cortés implantó un sistema de Encomienda, y Coyotepec fue otorgado a Alonso de Ávila, junto a los poblados de Cuautitlán, Zumpango, Xaltocan, Huehuetoca y Tultepec, el lugar estuvo en esta situación hasta mediados del siglo XVI, cuando fue integrado a Teoloyucan como uno de sus barrios. Sin embargo esto ocasionó un sinnúmero de problemas, pues los habitantes de ambos territorios habían estado en constante conflicto desde antes de la conquista. Durante toda la colonia la real audiencia intervino muchas veces en el lugar para resolver los conflictos entre ambos habitantes.
No fue hasta 1853 cuando se realizó la gestión para separar ambos poblados, y a finales de ese año Coyotepec quedó erigido como un municipio propio, el primer presidente municipal fue Domingo Castro, cuyo trabajo fue fundamental para lograr la separación de Teoloyucan.
Coyotepec fue uno de los primeros lugares del país que consiguió la aplicación de la reforma agraria en 1923, y fue durante la primera mitad del siglo XX una comunidad agrícola como había sido desde su fundación, en 1959 la construcción de la carretera México-Querétaro, le dio a Coyotepec acceso a buenas vías de comunicación que la conectaron con muchas otras poblaciones y que le permitieron su desarrollo, fue sólo a consecuencia de esto que el municipio finalmente obtuvo servicios de agua potable y drenaje, hoy en día Coyotepec es en gran parte un área urbana, y está amenazada con desaparecer debido al inmenso crecimiento de la Ciudad de México.
Recursos culturales. Dentro del patrimonio cultural tangible del municipio destaca el templo de San Cristóbal, construido en dos partes; la primera por Franciscanos y la segunda por Jesuitas. En el frente o fachada del templo, hay un retablo de piedra de estilo Grecolatino, Barroco y Plateresco, con ornamentaciones compuestas por una torre y el campanario del siglo XVII y XVIII.
El palacio municipal es de estilo colonial.y de estilo normal además Coyotepec cuenta con lugares para el deporte como campos de fútbol llanero donde hay buenos partidos

## Localidades
Las localidades (Barrios) actuales del municipio son las siguientes:
- Acocalco
- Cabecera
- Caltenco
- Chautonco
- Zimapan
- Ixtapalcalco
- La planada
- Los Reyes
- Pueblo Nuevo
- San Francisco
- San Juan
- Santa Barbara
- Santiago

## Hidrografía
Por el municipio cruzaba el río Cuautitlán, que ahora ha sido canalizado, también tienen el pequeño río Chiquito y tenía dos manantiales que ya se han extinguido por la contaminación, que ha llegado por la pronta urbanización del municipio. Presa "san Guillermo"  (alimentada por el arroyo “El Colorín”).
Rodeado de cerro (con 150 hectáreas de bosque de encino y huisache). Fauna, como coyotes, liebres, ardillas, correcaminos, lagartija de collar, serpiente de cascabel y aves: lechuzas, zopilotes, gavilanes, etc. La vegetación es fundamentalmente boscosa en las partes altas existen los pinos y encinos, pirúl, eucalipto, uña de gato, hongos, etcétera, en las partes bajas existen plantas medicinales: hortalizas, árboles frutales, plantas de ornato, arbustos, cactáceas, etcétera.

## Gastronomía
Aparte de la muy popular comida que se consume en gran parte del país Coyotepec es uno de los pocos lugares que mantiene una gastronomía indígena, entre estos platillos se encuentran el Ayomichi, Yemolli, Chilmichi, Xoconochmoli, Tlacoyo, Izquiatolli, Eloatolli, Chilliatolli, Elotlaxcalli, Nohpaltlacopintl, Michmolli, Chilpatlachtli, Chacualoli, Ahuaxmolli, Nectamalli y Necuhatolli.

## Vías de comunicación
Los principales accesos para llegar a Coyotepec son la autopista México–Querétaro, a 7 km pasando la caseta de cobro de Tepotzotlán con rumbo a Querétaro, la otra es llegando por la carretera de Las Animas, una más llegando por el municipio de Teoloyucan y la última llegando por el municipio de Huehuetoca.

## Salud
Coyotepec Cuenta con 1 Centro de Salud ubicado en C. Constitución Bo Chautonco, el cual pertenece al sector Gubernamental del Estado de México, en el pueden atenderse todos los habitantes del Municipio, así como también en el Sistema para el Desarrollo Integral de la Familia (DIF) Municipal, que brinda Asistencia médica, Ultrasonidos, Métodos de Planificación familiar, Análisis de Laboratorio, Especialidades como Ginecología, Pediatra, Ortopedia, Psicología, entre otros, cuenta con un área de Atención Especial a Diferente Discapacidades y Clínica de Rehabilitación, así como toda clases de Vacunación para niños y adultos. En ella se atiende a más del 80% de la población, teniendo esta, médicos especialistas; demás de realizar algunas cirugías menores la clínica también cuenta con ambulancia para emergencias. 

## Cultural

### Museo Arqueológico Ehechalli
El museo fue fundado el 27 de julio de 2017, junto con el jardín botánico Huiztlan, este museo cuenta con más de 1,200 piezas arqueológicas.

### Casa de Cultura Nezahualcóyotl
La Casa de Cultura Nezahualcóyotl es un espacio cultural ubicado en el municipio de Coyotepec. Fue fundada el 1 de julio de 1994, en ella se imparten talleres y se realizan eventos para todas las edades de diversa índole.

### Biblioteca Abigail Pacheco Pineda
La biblioteca pertenece a la Dirección General de Bibliotecas, con número de colección 1975. Cuenta con tres salas: Sala de consulta, Sala General y la Sala juvenil. Entre sus colecciones destacan la Colección de Consulta, Colección General y la Colección Infantil. Asimismo ofrece diversos tipos de servicios, tales como Préstamo de libros en sala, Préstamo a domicilio, Orientación a usuarios, Módulo de Servicios digitales, Servicio de consulta, Actividades de fomento a la lectura, Buzón de sugerencias y Visita guiada.

## Histórico

### Granero El Gavillero
Es una construcción que data del siglo XVII, perteneciente a la Ex hacienda Xalpa. Se utilizaba para guardar granos de maíz, frijol, haba, trigo, calabaza y otros productos agrícolas, que eran destinados para el consumo de la propia hacienda.

### Puente Colorado
El Puente Colorado, fue construido en el siglo XVII, en la época virreinal era usado para el paso de las diligencias que venían del viejo camino a Zacatecas.

## Deporte
Actualmente se cuenta con un deportivo municipal en el cual se fomentan distintos deportes entre los que sobresale fútbol, basquetbol y atletismo mismos que son practicados de manera amateur por sus pobladores.
Gracias a la orografía y los atractivos naturales cercanos al municipio ha tenido gran auge el ciclismo de montaña como un deporte que además propicia el turismo de aventura y el cicloturismo. Del mismo modo , el atletismo ha crecido de una manera acelerada la popularidad de los deportes  de pista así como la marcha y el maratón, teniendo como representantes del atletismo municipal a la familia Carera los cuales han tenido participación nacional e internacional. En los últimos años Coyotepec ha sido semillero de deportistas de contacto que desde el ámbito profesional o amateur han destacado en sus diferentes disciplinas. 
Lima Lama. Guillermo Rivas campeón Nacional de Lima Lama, con una amplia carrera en el combate cuerpo a cuerpo. Creador y fundador de la Academia de Lima Lama municipal. 
Karate-do. Sensei Gustavo Zabala, gran profesional de las Artes Marciales con una trayectoria por demás exitosa . Creador y fundador Yoschitaka karate—Do
Boxeo. El boxeo es un deporte muy popular a lo largo y ancho del territorio nacional considerado el deporte del pueblo. Coyotepec se ha caracterizado en los últimos años en ser semillero de grandes púgiles destacando tanto en el ámbito profesional como amateur, logrando alcanzar un lugar de privilegio dentro de esta disciplina   
David Costeñito Morales 
División pluma / cinturón de oro 2009
Marino Mercado 
División ligero/ cinturón azteca
José Luis Coyote Díaz
División Walter/ campeón Nacional
David Hernández 
División Walter/ cinturón de oro
Felipe Mesas Martínez 
Entrenador /ex boxeador amateur
Alberto Hernández Santiago
Campeón Nacional amateur (WBC)
Jesus Antonio Landa
[campeon nacional amateur(WBC)
Jair Resendiz García  
Campeón nacional de juegos populares(CONADE) división gallo
Además, Coyotepec cuenta con grandes academias en esta disciplina. 
Escuela de boxeo vaquero Navarrete
Escuela de boxeo Andrés Díaz Molina.

### Deportivo municipal
El deportivo "Atilano Ortega" se encuentra ubicado en la carretera a las Animas en el barrio Ixtapalcalco. Cuenta con una pista de tartán, una cancha de futbol, 2 canchas de futbol rápido, pista de patinaje, entre otros.

## Turismo, tradiciones y costumbres

### Recursos culturales turísticos

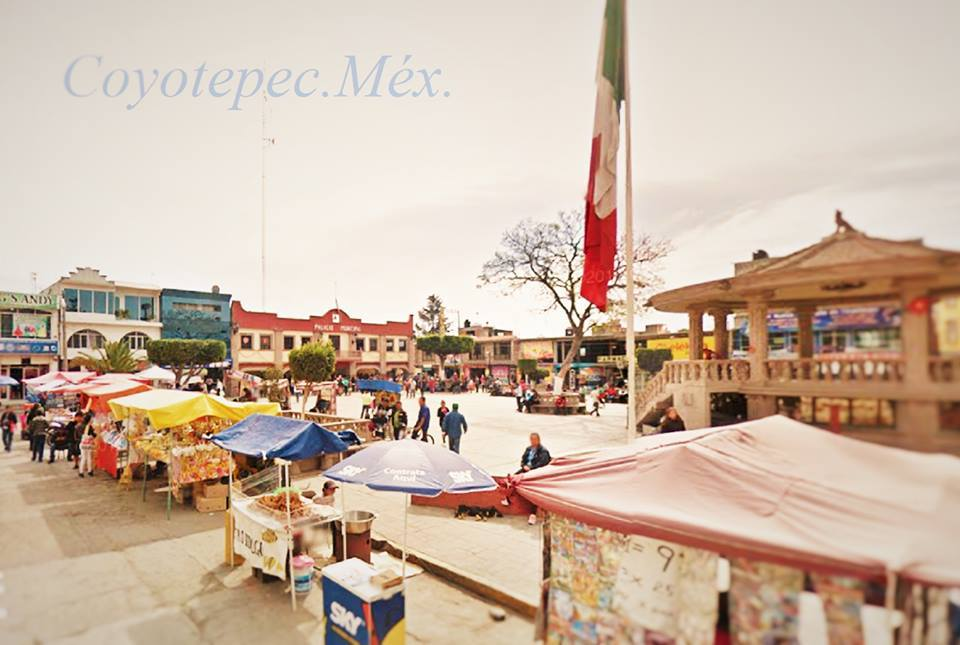
Coyotepec Centro

Las tradiciones y costumbres del Municipio de Coyotepec han originado, en los últimos años, la atracción de visitantes, principalmente de los municipios cercanos; este efecto ha contribuido de manera sustancial a la captación de Derrama Económica, que beneficia al comercio y al sector Artesanal de Este Municipio.

### Danza
El “Baile del Cuero”, tiene origen autóctono en el municipio de Coyopetec, nace debido a las actividades cotidianas del pueblo, la producción del pulque es un pilar fundamental de este baile, el hombre coyotepense iba a los campos a raspar el maguey para la preparación del pulque, la mujer preparando la comida para su marido iba al campo a llevarle su comida, debido a esto nace el baile que representa jocosamente la manera en la que una mujer del lugar alimentará a su esposo. Ella baila con una canasta con pavo, pollo, mole, cerveza y pulque y el hombre lo hace con un cuero lleno de aguamiel. La mujer alimentara a su esposo al tiempo que dura el baile, mismo que culmina con un beso entre la pareja. El “Baile del Cuero” se realiza justo después de la víbora de la mar en las bodas de Coyotepec.
El Vestuario de este baile era el típico del lugar: 
El hombre viste pantalón y camisa de manta, huaraches, sombrero de palma y cuero de borrego o cerdo, lleno de agua miel o pulque.
La mujer viste falda larga de tela fresca, blusa de algodón, mandil o babero, reboso, y huaraches, peinada a dos trenzas. 

### Las Artesanías
Actualmente existen 45 Artesanos Registrados en el Padrón elaborado por la Jefatura de Turismo del H. Ayuntamiento Constitucional de Coyotepec.
En este municipio, existen productores y artesanos que elaboran principalmente: Confitería (Dulces típicos), Textiles (bordados), Fibras Vegetales (Bambú pirograbado y flores deshidratadas), Joyería (Artesa, Collares, Pulseras, Anillos de cáscara de naranja, plata, baño de oro y piedras semipreciosas), Artículos utilitarios (Carteras, Collares y llaveros). Las ventas principales son en los meses de febrero, julio, septiembre y diciembre en la Explanada Municipal de Coyotepec Méx.
Dentro de los productores más destacados se encuentran los productos de Hongo seta, Dalias y Tostadas de Ajonjolí, entre otros.

### El Carnaval
En Coyotepec, una tradición arraigada es la "fiesta del carnaval", celebrada con entusiasmo desde la década de 1920 hasta los años 1960. Durante este evento, la comunidad se prepara con atención especial a la comida y los atuendos, que incluyen huaraches, zapatos, camisas, pantalones de peto, sombreros, rebozos y vestidos. La gente desfila luciendo sus nuevos atuendos, participa en concursos de bandas musicales y disfruta de juegos mecánicos como el carrusel.
En esta festividad, también se lleva a cabo un concurso de bandas, que atraía a personas de diferentes lugares para disfrutar de las interpretaciones musicales. La preparación para la fiesta incluye la engorda de cerdos, borregos, pollos y guajolotes, así como la preparación de alimentos como tamales, tortillas y atole. El sacrificio del cerdo proporciona carne para los tamales y manteca para los guisos.
Además del carnaval, Coyotepec celebra festividades religiosas, como la conmemoración de San Cristóbal Mártir el 25 de julio y la fiesta en honor a Santa Cecilia el 22 de noviembre. Destaca el templo de San Cristóbal, construido en dos partes por franciscanos y jesuitas, con una fachada ornamentada en estilo Grecolatino, Barroco y Plateresco, junto con un palacio municipal de estilo colonial.

### Recursos Naturales Turísticos
- Presa (alimentada por el arroyo “el colorín”).[15]
- Parque municipal.

Rodeado de cerro (con 150 hectáreas de bosque de encino y huisache. Fauna, como coyotes, liebres, ardillas, correcaminos, lagartija de collar, serpiente de cascabel y aves: lechuzas, zopilotes, gavilanes, etc. La vegetación es fundamentalmente boscosa en las partes altas existen: los pinos y encinos, pirúl, eucalipto, uña de gato, hongos, etcétera, en las partes bajas existen plantas medicinales: hortalizas, plantas frutales, plantas de ornato, arbustos, árboles, cactáceas, etcétera. La fauna se ha reducido y entre las especies típicas de la región, que aún existen, podemos mencionar algunas como son: avispa, chapulín, hormigas, gusanos, cuadrúpedos, aves y reptiles. Fauna doméstica como son: vacas, caballos, perros, asnos, etc.

## Presidentes municipales
| Nombre                        | Partido politico | Periodo   |
| ----------------------------- | ---------------- | --------- |
| Apolonio Anguiano de Jesús    | PRI              | 1961-1963 |
| Paulino Pineda Martínez       | PRI              | 1964-1966 |
| Andrés Pérez Ortega           | PRI              | 1967-1969 |
| Felipe Astorga Rivera         | PRI              | 1970-1972 |
| Rubén Salas Estrada           | PRI              | 1973-1975 |
| Hesiquio Rodríguez Fonseca    | PRI              | 1976-1978 |
| Jesús Ortega Montes           | PRI              | 1979-1981 |
| Rubén Salas Estrada           | PRI              | 1982-1984 |
| Jafet Efrén Pineda Velázquez  | PRI              | 1985-1987 |
| Rubén Salas Estrada           | PRI              | 1988-1990 |
| Roberto Chávez Flores         | PRI              | 1991-1993 |
| Otilio Montoya León           | PRD              | 1994-1996 |
| Juan Abad de Jesús            | PAN              | 1997-2000 |
| Ignacio Anguiano Martínez     | PRI              | 2000-2003 |
| Juan Abad de Jesús            | Convergencia     | 2003-2006 |
| Carlos Melendez López         |                  | 2006-2009 |
| Juan Antonio Casas Rodríguez  | PRI              | 2009-2012 |
| Alfredo Anguiano              | PRI              | 2013-2015 |
| Pedro Luna Vargas             | PAN              | 2016-2018 |
| Sergio Anguiano Meléndez      |                  | 2018-2021 |
| Andres Oscar Montoya Martinez |                  | 2022-2024 |
| Marisol Luna Cruz             |                  | 2025-2027 |